# Anja Community Reserve
Anja Community Reserve ist ein Schutzgebiet auf Madagaskar mit Waldungen und einem Süßwasser-See am Fuße eines imposanten Kliffs. Das Reservat entstand aus einer örtlichen Initiative, der Anja Miray Association. Das Gelände des Reservats ist von großen Steinen und Felsblöcken aus Steinschlägen geprägt und es gibt zwei kleine Höhlen, die Fledermäusen und Eulen als Lebensraum dienen.
Das Reservat wurde 2001 mit Unterstützung des Entwicklungsprogramms der Vereinten Nationen (UNDP) eingerichtet. Es soll zusätzliche Arbeitsplätze und Einkommen für die örtliche Gemeinschaft bringen.
Das Reservat ist Heimat der höchsten Populationsdichte von Kattas (englisch Maki) in ganz Madagaskar. Die örtliche Bevölkerung, die selbst aus Glaubensgründen keine Lemuren essen, verkauften solche jedoch oft an Auswärtige. Als die Gemeinschaft jedoch feststellte, dass 95 % der Makis in Madagaskar bereits ausgestorben sind, begannen die Einheimischen das Naturreservat zu schützen und begründeten damit das weltweit größte Schutzgebiet für Makis auf Basis einer örtlichen Gemeinschaft. Aufgrund ihrer hohen biologischen, kulturellen und landschaftsschützerischen Bedeutung wurde vorgeschlagen, das Schutzgebiet in die Liste des UNESCO-Welterbes aufzunehmen.

## Geographie
Das Reservat liegt zwischen den Städten Fianarantsoa und Ihosy an der National Route 7 (NR7). Es liegt am Ostrand des Gemeindegebietes von Anja. Landschaftsprägend sind die drei Felsklippen, die zwischen Iarintsena, Mandrarano und Manambolo vom Talgrund auf ca. 1000 m Höhe auf über 1400 m ansteigen. Im Westen des Kliffs liegt der kleine See. Das Gebiet ist ein beliebtes Touristenziel auf dem Weg nach Süd-Madagaskar. Das Reservat bietet viele Verstecke in den Blockfeldern und den zugehörigen Hainen.

## Freizeitmöglichkeiten
Es werden geführte Touren angeboten. Vor allem zwei Wanderwege sind ausgebaut, es gibt Touren zwischen zwei und sechs Stunden bis zum Gipfel des Kliffs.

## Unterhaltung
Das Reservat wird von der Association Anja Miray gepflegt. Der Ökotourismus bringt Einkommen für Projekte der Gemeinschaft zu Bildung und Gesundheit. Außerdem entstanden Fischfarmen und Baumschulen. Das Projekt wurde vom Entwicklungsprogramm der Vereinten Nationen unterstützt, unter anderem mit dem mit 5000 Dollar dotierten Umwelt- und Nachhaltigkeitspreis der Vereinten Nationen, dem Equator Prize (2012), ausgezeichnet, sowie durch die Globale Umweltfazilität (Global Environment Facility) finanziert.

## Fauna und Flora
Im Anja Reserve leben ca. 300 Kattas (Lemur catta), sowie drei besondere Eidechsenarten:
- „Androngo“ Madagaskar-Ringel-Schildechse (Madagascar Girdled Lizard, Zonosaurus madagascariensis)
- „Katasataka“ Barbours Tag-Gecko (Barbour’s day gecko, Phelsuma barbouri)
- „Dangalia“ Chalarodon (Chalarodon madagascariensis)

Die Kattas sind an Besucher gewöhnt und lassen Menschen auf wenige Meter heran. Füttern ist mittlerweile wieder verboten.
An Insekten finden sich zwei besonders beachtete Spezies von Spitzkopfzikaden:
- Flatida rosea
- Malagasy Lantern Bug (Zanna madagascariensis) mit einer vergrößerten orangefarbenen „Schnauze“.[8]

## Auszeichnungen
- 2012 Equator Prize, der Umwelt- und Nachhaltigkeitspreis der Vereinten Nationen ($5000)[1][6]

## Galerie

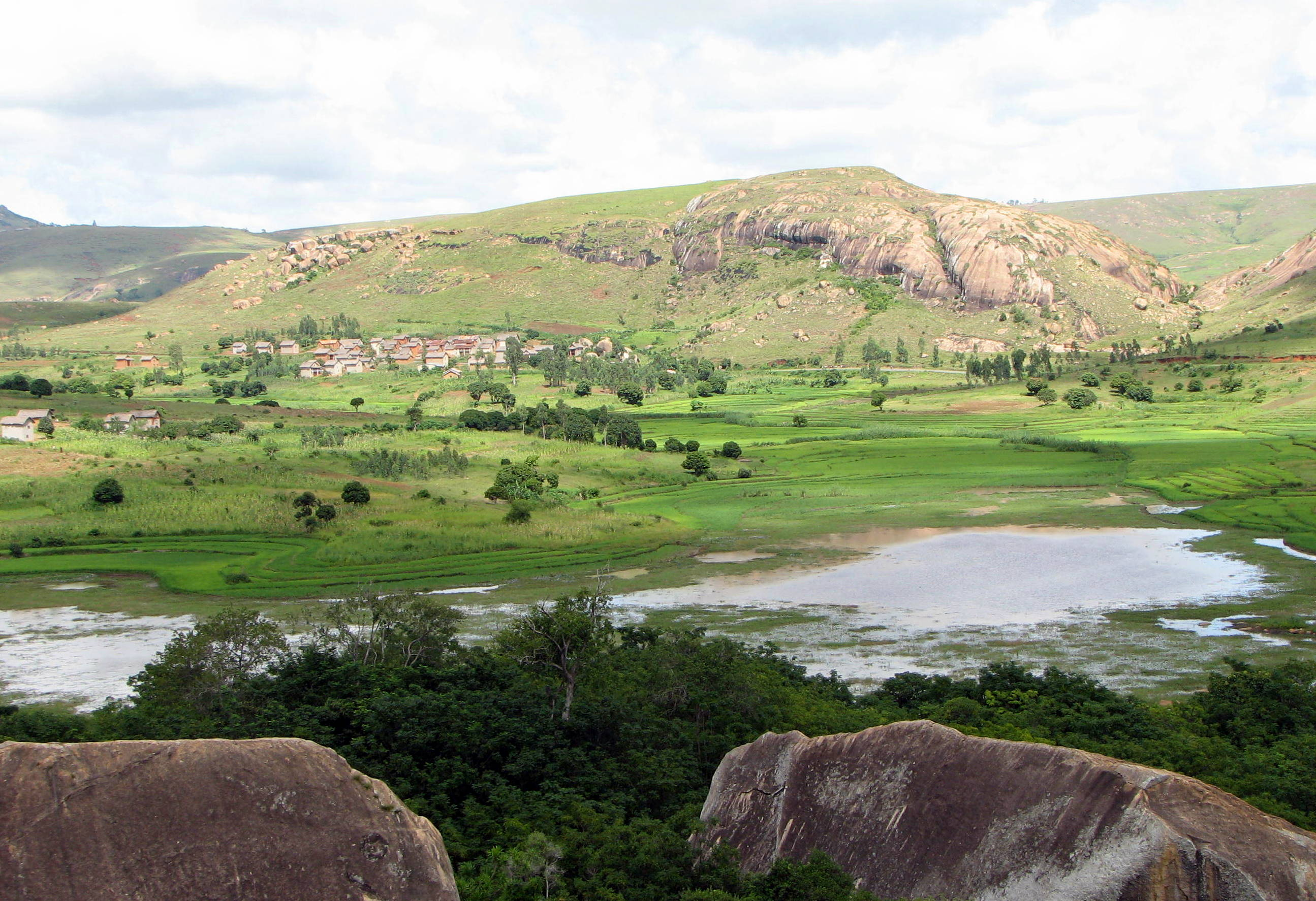
Blick auf den See vom Reservat aus
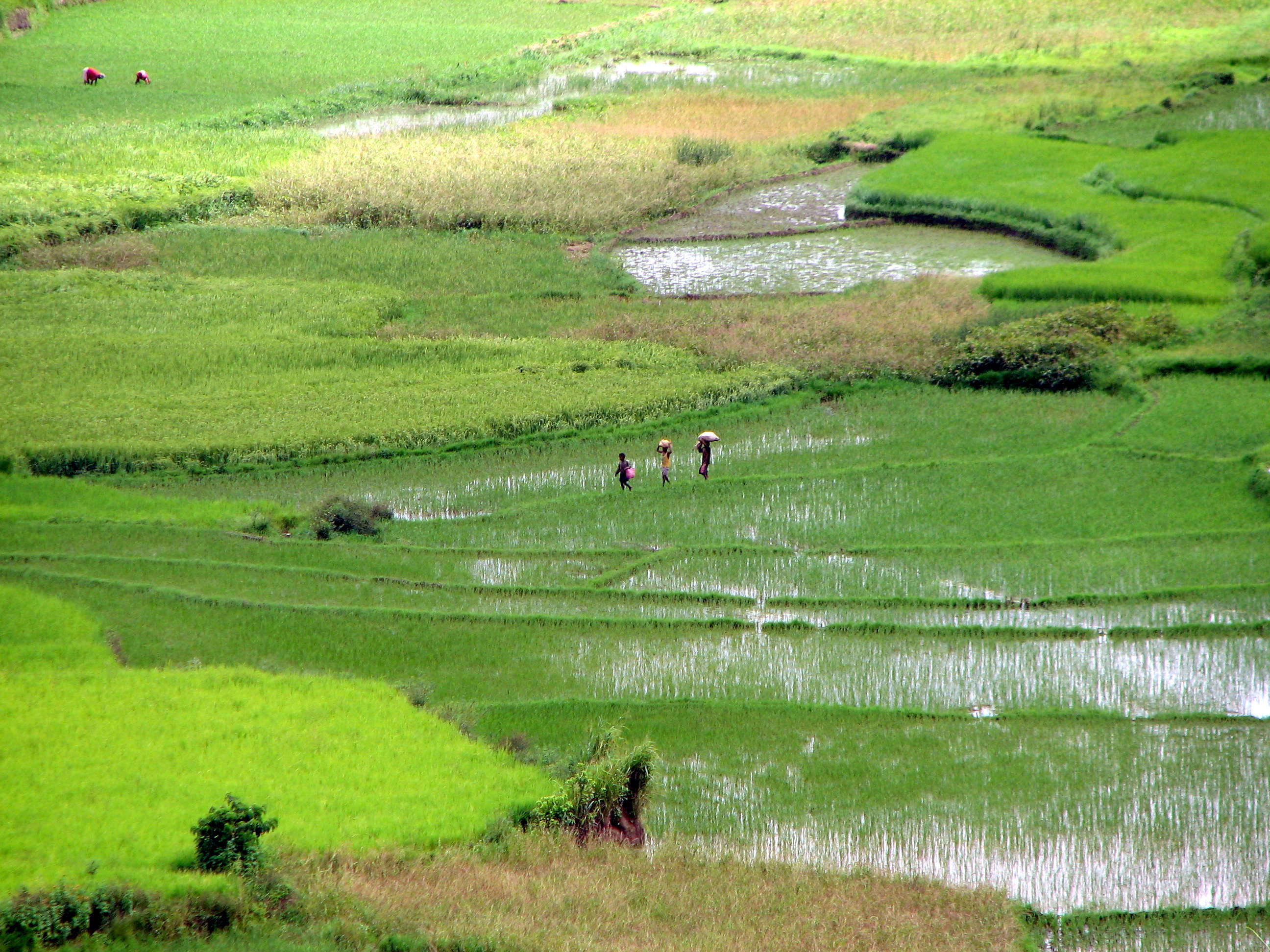
Reisfeld beim Reservat
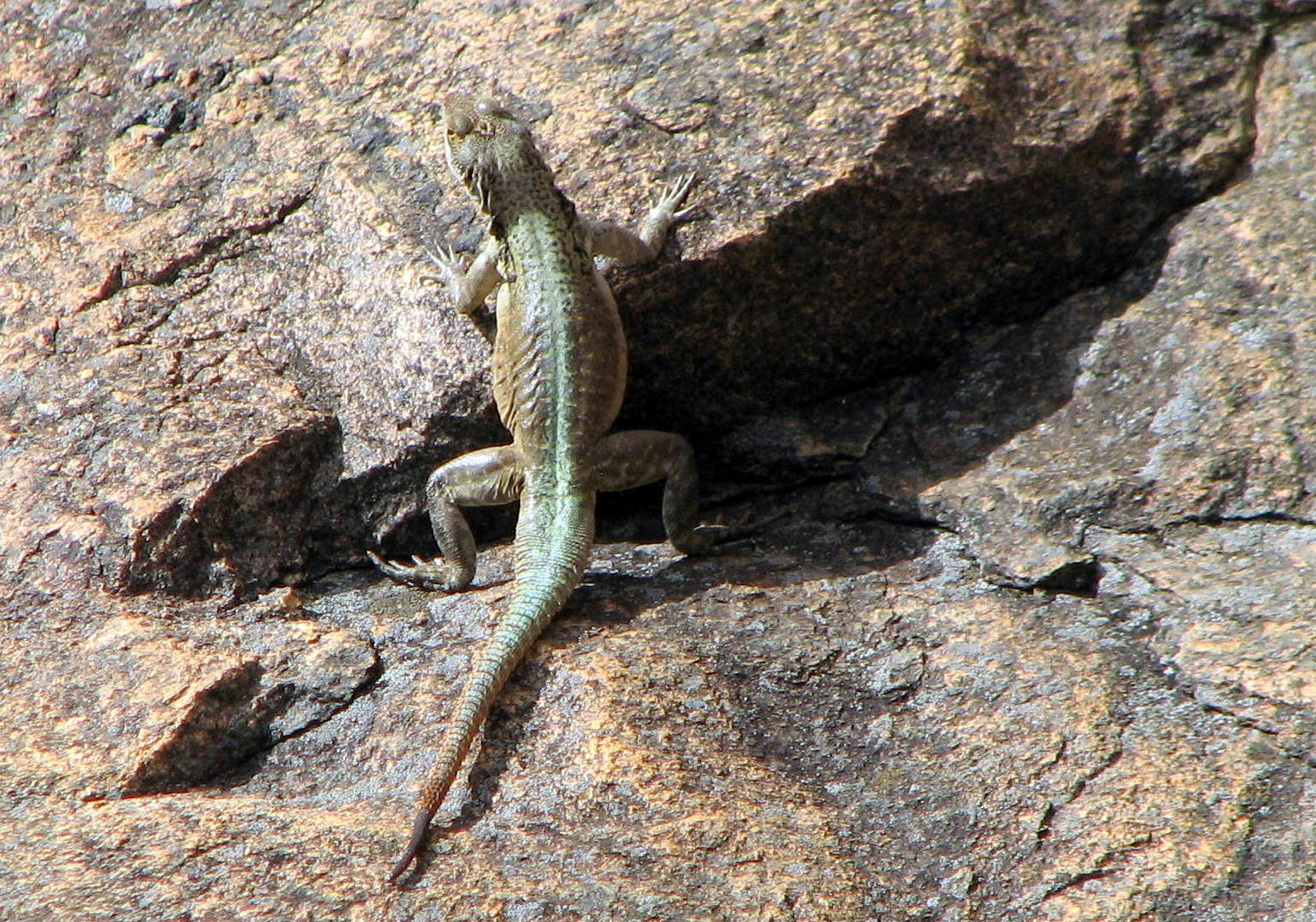
Oplurus grandidieri
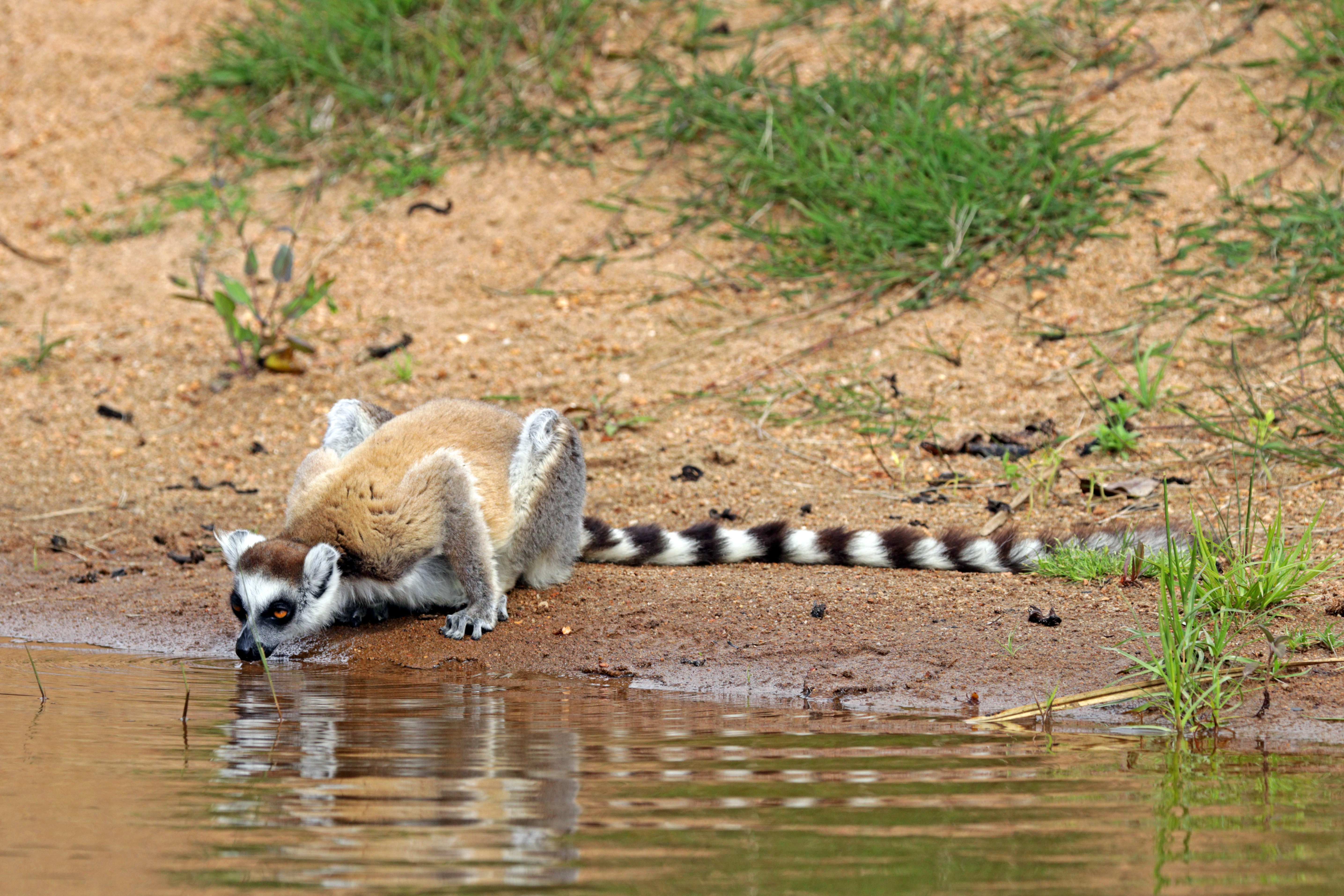
Katta
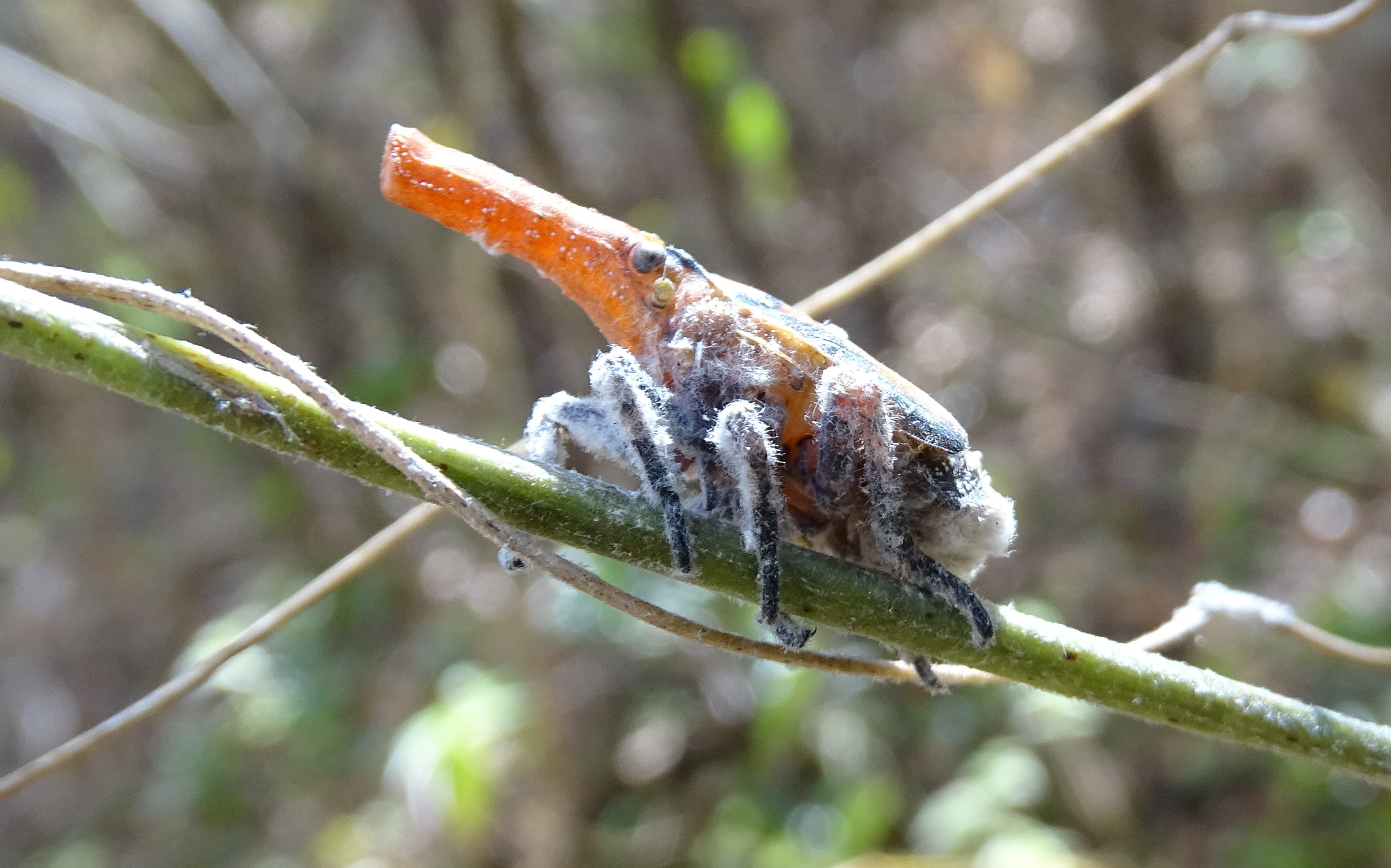
Madegassische Laternenträger (Zanna madagascariensis)
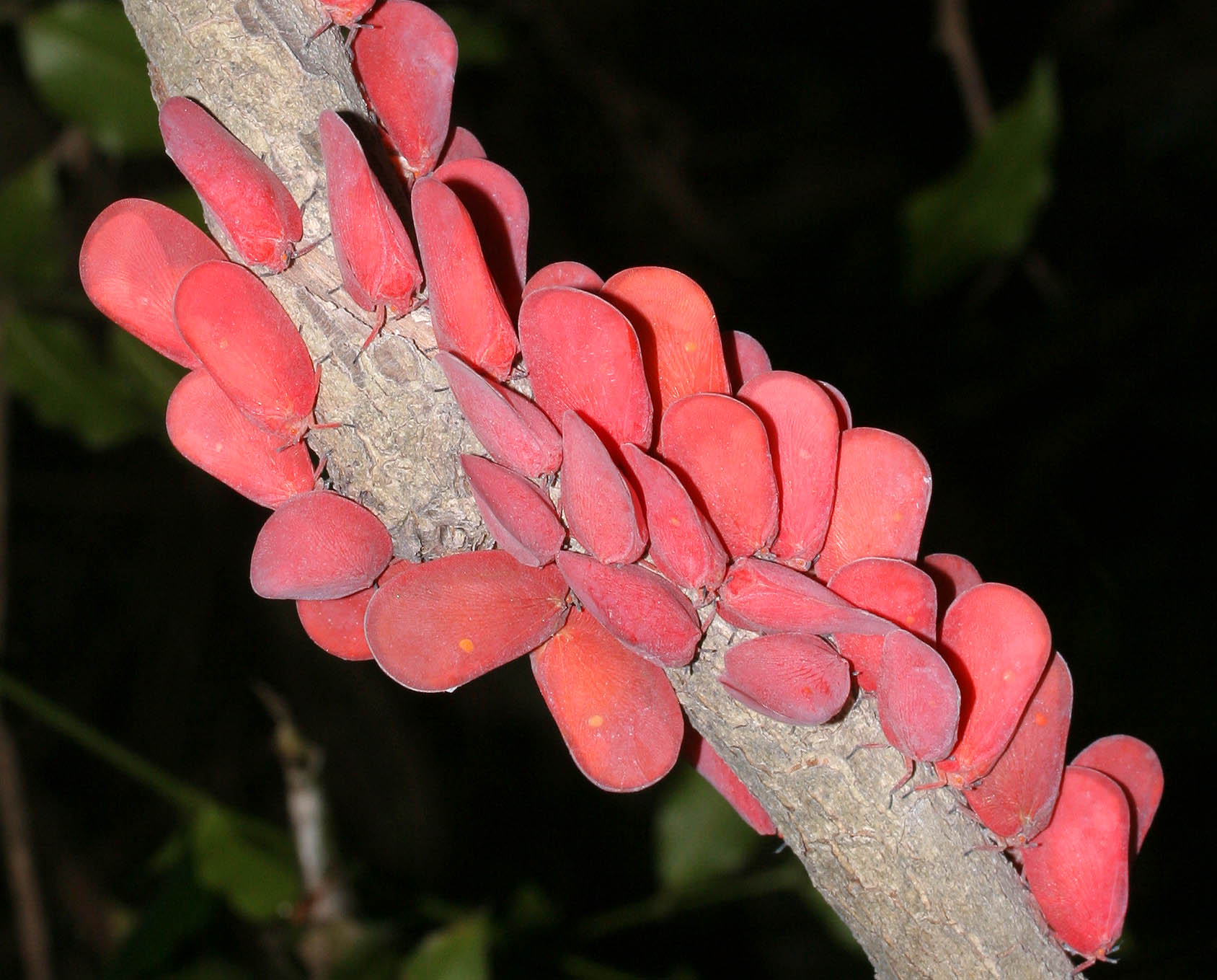
(Phromnia) Flatida rosea-Käfer